# Alopias superciliosus
Espèce
Synonymes
- Alopias profundus Nakamura, 1935

Statut de conservation UICN

 VU A2bd : Vulnérable
Le requin-renard à gros yeux ou renard de mer à gros yeux (Alopias superciliosus) est une espèce de requins de la famille des Alopiidae.

## Distribution

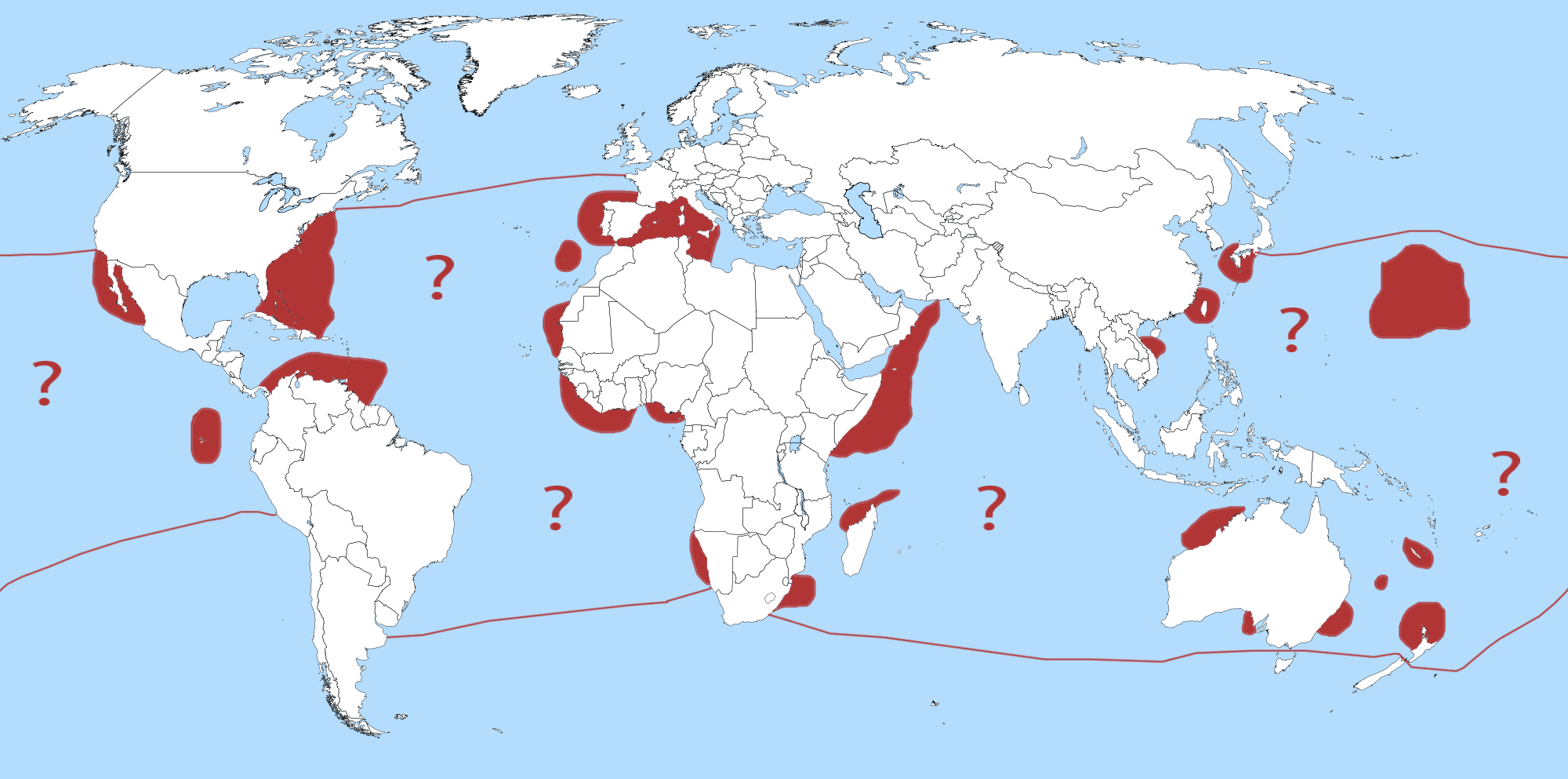
Aire de répartition dAlopias superciliosus.

Cette espèce se rencontre aux latitudes comprises entre le 46°N et le 40°S, dans l'Atlantique, en Méditerranée, dans le Pacifique et l'océan Indien. Elle est présente entre un mètre et au moins 500 m de profondeur.

## Description
Alopias superciliosus mesure de 1,5 à 3,5 m (maximum connu : 4,88 m pour une masse de 363,8 kg et un âge d'environ 20 ans). Son dos est gris violacé, son ventre de couleur crème.

## Régime alimentaire
Alopias superciliosus se nourrit de poissons pélagiques comme les cavalos, les harengs, les maquereaux et les petits marlins, de poissons de fond, comme les gadidés, et de calmars.

## Reproduction
Le requin-renard à gros yeux est ovovivipare, avant de naitre les jeunes requins sont nourris par le sac vitellin puis par des ovules non fécondés. Au bout d'une période de gestation de 12 mois, il nait en général 2 à 4 petits d'une taille de 64 à 140 cm. Les femelles atteignent la maturité entre 9 et 13 ans. La durée de vie d'un requin-renard à gros yeux peut atteindre 28 ans.